# Powięź piersiowo-lędźwiowa
Powięź piersiowo-lędźwiowa, powięź lędźwiowo-grzbietowa (łac. fascia thoracolumbalis, fascia lumbodorsalis) – w anatomii człowieka powięź obejmująca głębokie mięśnie grzbietu. Składa się z łącznotkankowych blaszek, przymocowujących się do kręgosłupa i wraz z nim tworzących kostno-włóknisty kanał zawierający mięśnie.
U góry zaczyna się jako przedłużenie blaszki powierzchownej powięzi szyi, pokrywając od przodu mięsień zębaty tylny górny, a w części piersiowej oddzielając mięśnie głębokie od pozostałych mięśni grzbietu. Połączona jest z przyczepami pośrodkowymi mięśnia zębatego tylnego dolnego i mięśnia najszerszego grzbietu, z wyrostkami kolczystymi kręgów piersiowych i z kątami żeber.
W części lędźwiowej składa się z trzech blaszek – przedniej, czyli głębokiej (lamina anterior, lamina profunda), środkowej (lamina media) i tylnej, czyli powierzchownej (lamina posterior, lamina superficialis), przy czym bywają wyróżniane tylko dwie blaszki – przednia i tylna. Blaszka przednia u góry tworzy więzadło łukowate boczne stanowiące przyczep przepony, na dole łączy się z grzebieniem biodrowym i więzadłem biodrowo-lędźwiowym, a przyśrodkowo z wyrostkami poprzecznymi kręgów lędźwiowych. U góry zawiera także więzadło lędźwiowo-żebrowe. Leży na przedniej powierzchni mięśnia czworobocznego lędźwi, a na jego bocznym brzegu łączy się z pozostałymi blaszkami, tworząc ścięgno mięśnia poprzecznego brzucha, oddzielając mięśnie głębokie grzbietu od tylnych mięśni brzucha. Blaszka środkowa i tylna dodatkowo łączą się ze sobą na bocznym brzegu mięśnia prostownika grzbietu, pokrytego przez blaszkę tylną. Blaszka środkowa przyczepia się u góry do dolnego brzegu dwunastego żebra, u dołu do grzebienia biodrowego, a przyśrodkowo do więzadeł międzypoprzecznych i końców wyrostków poprzecznych kręgów lędźwiowych, blaszka tylna natomiast – do więzadła nadkolcowego i wyrostków kolczystych kręgów lędźwiowych i kości krzyżowej.